# Lynbrook, Victoria
Lynbrook är en ort i Australien. Den ligger i kommunen Casey och delstaten Victoria, omkring 37 kilometer sydost om delstatshuvudstaden Melbourne.